# Fusarium nygamai
Fusarium nygamai är en svampart som beskrevs av L.W. Burgess & Trimboli 1986. Fusarium nygamai ingår i släktet Fusarium och familjen Nectriaceae.   Inga underarter finns listade i Catalogue of Life.